# David Pérez García
David Pérez García (Madrid, 8 d'agost de 1972) és un polític espanyol del Partit Popular (PP). Diputat a l'Assemblea de Madrid des de 2003, el juny de 2011 es va convertir en alcalde d'Alcorcón.

## Biografia

### Primers anys
Nascut a Madrid el 8 d'agost de 1972, es va criar al barri de Campamento. Es va llicenciar en Ciències de la Informació (Periodisme) per la Universitat Complutense de Madrid.
Des de 2003 David Pérez és diputat de l'Assemblea de Madrid i hi ha exercit el càrrec de portaveu del Grup Popular (2008-2011). En aquest període es va guanyar la confiança d'Esperanza Aguirre, i es va convertir en un col·laborador molt proper de la llavors presidenta del govern autonòmic i del Partit Popular de la Comunitat de Madrid.
Va exercir de viceconseller d'Ocupació i Dona de la Comunitat de Madrid (2008).

### Alcalde de Alcorcón

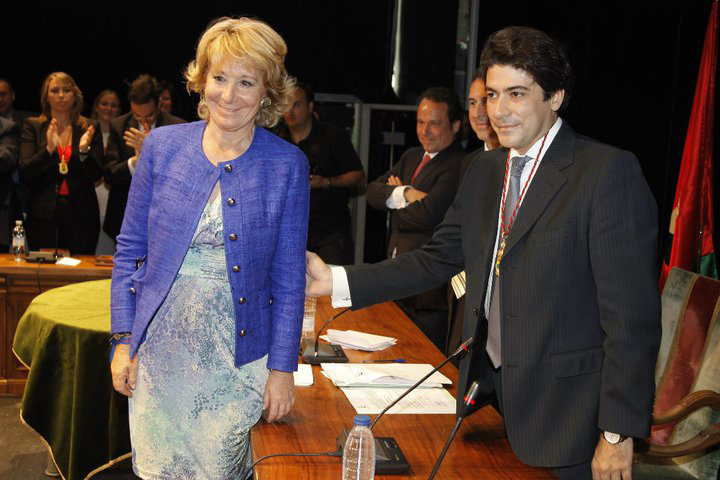
Acompanyat d'Esperanza Aguirre durant la seva presa de possessió com a alcalde en 2011

Successor de Fernando Díaz Robles al capdavant del Partit Popular d'Alcorcón, es va presentar com a cap de llista a les eleccions municipals de 2011 a Alcorcón. La candidatura del seu partit va guanyar la majoria absoluta, amb un total de 41.335 vots (48,44 %) i 15 regidors. L'11 de juny, David Pérez va ser investit alcalde amb una majoria absoluta dels vots dels regidors.
El desembre de 2011 es va convertir en president de la Federació Madrilenya de Municipis.
Després de les eleccions municipals de 2015, el PP va perdre la majoria absoluta a Alcorcón. Al ple de constitució de la nova corporació 2015-2019, Pérez va rebre el suport de 10 regidors en la votació d'investidura, a diferència dels 13 de Natalia d'Andrés. Com que cap candidat va aconseguir la majoria absoluta de vots del ple (14), David Pérez va ser reinvestit alcalde en qualitat de candidat de la llista més votada.
A les eleccions generals de 2015 es va presentar com a candidat al Congrés dels Diputats, en el número 20 de la llista del PP, sense ser triat.

## Posicions
El 2016, va considerar que, les integrants del col·lectiu feminista, a vegades són «dones frustrades, dones amargades, dones rabioses i dones fracassades com a persones i que venen a donar lliçons a les altres de com cal viure i com cal pensar». Considerades masclistes per l'oposició, Pérez va demanar perdó per aquestes declaracions i va negar ser «masclista». També el 2016, va trencar la disciplina del seu grup parlamentari en absentar-se en la votació del ple de l'Assemblea de Madrid per a l'aprovació de l'anomenada llei contra la LGTBFobia impulsada pel Govern de Cristina Cifuentes i que perseguia la lluita contra les agressions a l'esmentat col·lectiu. El 2017 va presentar una esmena per al congrés regional del PP que instava el seu partit a la presa de «(decisions) polítiques, accions i reformes legals» per a la supressió gradual del dret a l'avortament.
Va recolzar l'emplaçament de l'anomenat projecte "Eurovegas" a Alcorcón i va atraure Sheldon Adelson amb una parcel·la per construir el complex d'apostes. Va imaginar Eurovegas com un mitjà per acabar amb l'atur.

## Obres
- David Pérez. Técnicas de comunicación política. El lenguaje de los partidos.  Madrid: Editorial Tecnos, 2003.[12]